# Welzheim
Welzheim là một thị trấn thuộc huyện Rems-Murr, bang Baden-Württemberg, Đức. Nơi đây nằm cách Stuttgart 35 km về phía đông và cách Schwäbisch Gmünd 15 km về phía tây bắc.